# Type 900 TELB
Le type 900 est un type d'automotrice pour tramway en service aux Tramways électriques de Lille et sa banlieue (TELB) sur le tramway de Lille.

## Histoire
Après un premier prototype construit en 1920, les TELB construisent dans leur ateliers 58 motrices entre 1921 et 1923.

## Caractéristiques[1]
Nombre : 59 ;
Essieux : 2, truck Brill.